# Metagram
Metagram – wyraz różniący się od innego jedną literą, pierwszą lub dowolną inną – np. trawa, brawa lub kasa, kara.
W szaradziarstwie rodzaj niediagramowego (słownego) zadania szaradziarskiego polegającego na odgadnięciu wyrazów lub zwrotów różniących się od siebie jedną literą.
Przykład zadania szaradziarskiego:
Pobłażliwy nauczyciel
Nie posiadł uczeń wiedzy, jak szkicować  __ __ __ __ __ . 
Na szczęście matematyk patrzył na to przez   __ __ __ __ __ .
Odgadywane wyrazy różnią się pierwszymi literami.
Rozwiązanie: walce,  palce.